# Římskokatolická farnost Všeborsko
Římskokatolická farnost Všeborsko (lat. Scheborska, něm. Wscheborsko) je církevní správní jednotka sdružující římské katolíky na území osady Všeborsko a v jejím okolí. Organizačně spadá do mladoboleslavského vikariátu, který je jedním z 10 vikariátů litoměřické diecéze. Centrem farnosti je kostel Nejsvětější Trojice ve Všeborsku.

## Historie farnosti
Farnost byla založena ve Všeborsku v roce 1363. Tato středověká farnost za husitských válek zanikla a území začalo být spravováno z farnosti Kosmonosy. Od roku 1763 zde byla ustanovena expozitura. Ta byla v roce 1857 opět povýšena na samostatnou farnost. Od roku 2015 je farnost administrována excurrendo z Mladé Boleslavi.

### Duchovní správcové vedoucí farnost
Začátek působnosti jmenovaného v duchovní správě farnosti od:
- 1363   Odolen Boucův
- 1381   Bořek z Lovčic
- 1396   Vojslav
- 1402   Zbyněk
- 1404   Nicolaus
- 1415   Joannes Sera z Hlavna
- 1415   Vojslav
- 1419   Guilelmus
- Joannes, † 1428
- 1428   Benedictus
- 1765   cap. resid. Jos. Daubalik
- 1790   cap. resid. Ioann. Kerschbaum, † 28. 5. 1797
- 1797   cap. resid. Franc. Kopsch, n. 8. 5. 1751 Wteln, o. 28. 9. 1776
- 1826   cap. resid. Jos. Frenzl, n. 17. 3. 1794 Bakov, o. 24. 8. 1819, † 23. 12. 1839
- 1841   cap. resid. Jos. Wobornjk, n. 14. 12. 1810 Dalovic., o. 3. 8. 1836
- 1850   cap. resid. Philipp. Wrtiatko, n. 5. 4. 1814 Nimburg., o. 3. 8. 1840, † 26. 4. 1856
- 1857   cap. exp. Joann. Matouš, n. 8. 6. 1822 Vyskeř, o. 25. 7. 1850
- 1859   proto-par. (1. farář) Joann. Matouš, n. 8. 6. 1822 Vyskeř, o. 25. 7. 1850, † 28. 4. 1902
- 1895   Franc. Pokorný, n. 7. 2. 1858 Střevač., o. 3. 6. 1883, † 25. 2. 1933
- 1908   Jos. Kříž, n. 1. 4. 1866 Seletice, o. 16. 5. 1889, † 6. 11. 1930
- 1927   par. vacat, admin. interc. excurr. Joann. Sytař
- 1931   par. vacat, admin. interc. excurr. Franc. Kollator
- 1939   par. vacat, admin. interc. excurr. Joann. Kolář
- 1. 8.  1945 Alfred Kostka
- 1. 10. 1956 Martin Černý
- 1. 9.  1959 Josef Hendrich
- 1. 3.  1966 Leopold Dvořáček
- 15. 5. 1970 Hynek Šťastný
- 15. 5. 1978 Josef Buchta, admin. exc.
- 1. 11. 1999 Peter Kothaj, admin. exc.
- 15. 4. 2015 Pavol Poláček, admin. exc.[2]

Kromě kněží stojících v čele farnosti, působili ve farnosti v průběhu její historie i jiní kněží. Většinou pracovali jako farní vikáři, kaplani, katecheté, výpomocní duchovní aj.

## Římskokatolické sakrální stavby a místa kultu na území farnosti
| | Fotografie | Stavba                     | Místo     | Bohoslužby                      | Zeměpisné souřadnice            | Status       | Číslo kulturní památky                       |
| Kostel | Kostel     | Kostel                     | Kostel    | Kostel                          | Kostel                          | Kostel       | Kostel                                       |
| --- | ---------- | -------------------------- | --------- | ------------------------------- | ------------------------------- | ------------ | -------------------------------------------- |
| 1. |            | Kostel Nejsvětější Trojice | Všeborsko | bližší informace o bohoslužbách | 50°27′36″ s. š., 15°3′44″ v. d. | farní kostel | 20981/2-1706 (Pk•MIS•Sez•Obr•WD) (Q24046073) |
| Některé drobné sakrální stavby a pamětihodnosti lze dohledat zde v databázi Drobné sakrální památky Zaniklé sakrální stavby lze dohledat zde v databázi Poškozené a zničené kostely, kaple a synagogy v České republice |            |                            |           |                                 |                                 |              |                                              |